# Чари (округ Сениця)
Чари (словац. Čáry) — село, громада округу Сениця, Трнавський край. Кадастрова площа громади — 14.94 км².
Населення 1306 осіб (станом на 31 грудня 2020 року).

## Історія
Чари згадуються 1392 року.

## Населення
| Рік:            | 1994. | 2004.   | 2014.   | 2024.   |
| --------------- | ----- | ------- | ------- | ------- |
| Кількість осіб: | 1184  | 1251    | 1290    | 1279    |
| Різниця:        |       | +5,65 % | +3,11 % | -0,85 % |

| Рік:            | 2023. | 2024.   |
| --------------- | ----- | ------- |
| Кількість осіб: | 1277  | 1279    |
| Різниця:        |       | +0,15 % |